# Louisa Wolf
Louisa Maria Wolf (* 16. Juli 1994 in Stuttgart) ist eine deutsche Handballspielerin, die für den Drittligisten HCD Gröbenzell aufläuft.

## Karriere
Das Handballspielen begann Louisa Wolf im Alter von 10 Jahren beim MTV Stuttgart. Nach weiteren Stationen bei der HSG Ca-Mü-Max und dem VfL Waiblingen wechselte sie 2011 zum TV Nellingen mit dessen zweiter Damenmannschaften ihr 2012 der Aufstieg in die 3. Bundesliga gelang. In derselben Saison bestritt sie sieben Länderspiele für die deutsche Juniorinnen-Nationalmannschaft.
Im Jahr 2014 wechselte Wolf vom TV Nellingen zur Neckarsulmer Sport-Union und spielte die Saison 2014/15 und Saison 2015/16 in der 2. Handball-Bundesliga, in welcher ihr mit der Neckarsulmer Sport-Union die Meisterschaft gelang und somit der Aufstieg in die Handball-Bundesliga folgte.
Zur Saison 2016/17 wechselte Louisa Wolf zurück zu ihrem Heimatverein TV Nellingen, welcher ebenfalls den Aufstieg in die 1. Bundesliga geschafft hatte. Nach zwei Spielzeiten in Nellingen läuft Wolf seit der Saison 2018/19 wieder für die Neckarsulmer Sport-Union auf. Ende Januar 2021 wechselte sie zum Ligakonkurrenten Frisch Auf Göppingen. Mit Göppingen trat sie 2021 den Gang in die Zweitklassigkeit an. Nach der Saison 2023/24 beendete sie ihre Karriere. Seit Oktober 2024 hilft sie beim Drittligisten HCD Gröbenzell aus.
Wolf wird ab der Saison 2025/26 beim TuS Metzingen als Co-Trainerin tätig sein.

## Privates
Louisa Wolf ist als jüngstes von drei Geschwistern im Stuttgarter Westen aufgewachsen. Ihr Vater ist der frühere Handball-Oberligatrainer der Sportvereinigung Böblingen und spätere Bürgermeister von Korntal-Münchingen, Joachim Wolf.
2018 beendete Louisa Wolf erfolgreich ihr Lehramtsstudium an der Eberhard Karls Universität Tübingen in den Fächern Sportwissenschaft und Germanistik (Gymnasiallehramt).